# Гиберти, Лоренцо
Лоре́нцо Гибе́рти (итал. Lorenzo Ghiberti; 1378[…], Флоренция — 1 декабря 1455, Флоренция) — итальянский скульптор, ювелир, архитектор, историк и теоретик искусства периода кватроченто — раннего итальянского Возрождения.

## Биография
Лоренцо Гиберти был сыном психически нездорового торговца (по утверждению самого Лоренцо — нотариуса), поэтому рос со своей матерью, монной Фиоре — «дочерью рабочего из Валь-ди-Сьеве», и отчимом — золотых дел мастером Бартоло ди Микеле (по прозванию «Бартолуччо»), законным сыном которого Лоренцо долгое время считался. У отчима Лоренцо учился живописи, грамматике и ювелирному искусству.
В 1401 году во Флоренции Гильдия торговцев тканями «Арте ди Калимала» (Consoli dell’Arte di Calimala) объявил конкурс на украшение рельефами двух бронзовых дверей Флорентийского баптистерия. В соревновании приняли участие Филиппо Брунеллески, Якопо делла Кверча, Симоне да Колле, Никколо ди Лука Спинелли, Франческо ди Вальдамбрино, Никколо ди Пьетро Ламберти и ряд других опытных мастеров. Молодой Лоренцо также принял участие в продолжавшемся год конкурсе. Работа, представленная Лоренцо Гиберти на заданную тему — бронзовый рельеф «Жертвоприношение Исаака», — по решению тридцати четырёх судей была признана лучшей (решение судей не было однозначным, в некоторых источниках, например в «Жизнеописании Брунеллески» Антонио ди Туччо Манетти, указывается, что победу присудили двум мастерам: Гиберти и Брунеллески). С тех пор и до 1424 года Гиберти и его мастерская работали над одном из важнейших художественных проектов того времени, выполнили двадцать восемь рельефных панелей для северных дверей Флорентийского баптистерия.

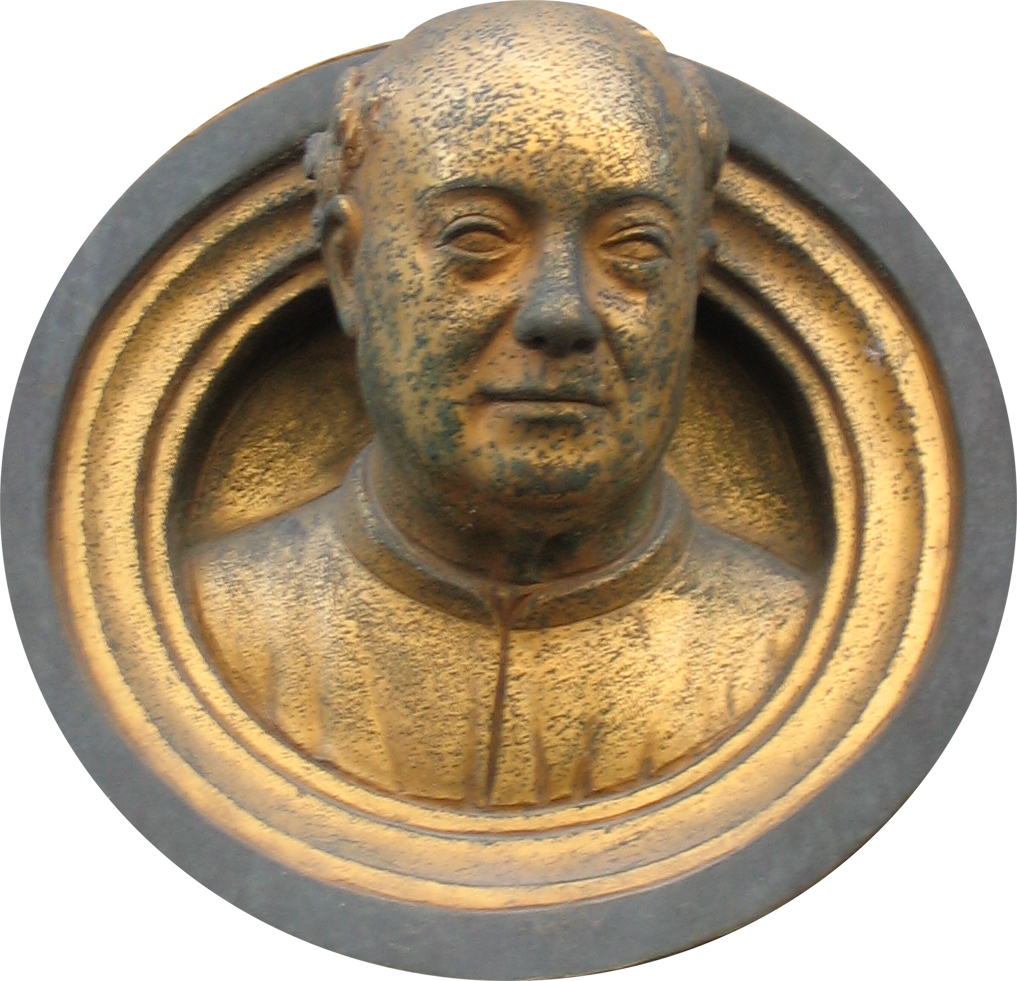
Л. Гиберти. Автопортрет. Деталь «Райских врат» Флорентийского баптистерия. 1425—1452. Бронза

В 1406 году по постановлению флорентийской Синьории ремесленные цехи города в течение десяти лет должны были украсить четырнадцать ниш всех четырёх фасадов здания церкви Орсанмикеле статуями своих небесных покровителей. В 1414 году Гильдия торговцев тканями «Arte di Calimala» заказала Лоренцо Гиберти бронзовую статую Иоанна Крестителя (1414—1416). Позднее Гиберти по заказу «Arte della Lana» (Гильдии производителей шерсти) выполнил ещё одну статую для Орсанмикеле — Святого Первомученика Стефана (1428) и одну из статуй Святого Матфея (1419—1420) для «Arte di Cambio» (Гильдии банкиров).
В 1415 году Гиберти женился на Марсилии ди Лука, дочери чесальщика шерсти, в 1417 году у него родился сын Томмазо, а в следующем году — Витторио. Около 1419 года художник обосновался в доме-студии Борго Аллегри во Флоренции, где он прожил до конца своей жизни.
В 1417 году Лоренцо Гиберти начал работу, которая продлилась почти десять лет, над двумя бронзовыми панелями для купели Сиенского баптистерия: «Крещение Христа» и «Взятие под стражу Иоанна Крестителя».
В 1423 году Лоренцо стал членом Братства Святого Луки (Compagnia di San Luca), а в 1427 году — Гильдии мастеров обработки камня и дерева (all’Arte dei Maestri di pietra e legname). Его поездка в Венецию датируется 1424 годом, поскольку в Сиене в то время началась эпидемия.
Как архитектор Гиберти работал между 1430 и 1436 годами вместе с Брунеллески над решением конструктивной проблемы возведения купола флорентийского собора Санта-Мария-дель-Фьоре. Он также выполнил рисунки для витражей в интерьере флорентийского собора, риликвариев для церкви Св. Зиновия и Сант-Андреа в Риме, последний находится в муниципальной картинной галерее Читта-ди-Кастелло, и многие другие работы.
Все эти годы мастер в основном оставался во Флоренции, лишь ненадолго уезжал в Сиену (1416—1417), Венецию (1424—1425) и дважды был в Риме (до 1416 и около 1430 года). В мастерской Гиберти во Флоренции обучались и работали многие художники того времени, среди них скульпторы Донателло и Микелоццо ди Бартоломео, живописец Паоло Уччелло
Благодаря обилию заказов Гиберти был богаче, чем большинство современных ему художников. Сохранившаяся налоговая декларация 1427 года показывает, что он владел значительным количеством земли во Флоренции и за её пределами.
Лоренцо Гиберти дожил до семидесяти семи лет, умер от лихорадки во Флоренции. Он был похоронен 1 декабря 1455 года во флорентийской церкви Санта-Кроче, где захоронены многие великие люди Италии. Ещё в 1431 году он занимался проектированием своего надгробия, а в 1455 году составил завещание.
Витторио Гиберти  — ювелир и мастера бронзового литья —  продолжил дело отца, но так и не приобрел широкой известности. Томмазо также трудился в семейной мастерской. Позднее у Витторио родился сын, которого он назвал Буонаккорсо, который также следовал отцовскому искусству.

## Творчество
Делом всей жизни и главными произведениями Гиберти стали «бронзовые двери» — северные (1403—1424) и восточные (1425—1452) — Флорентийского баптистерия. Рельефы восточных ворот являются самыми известными. Они были созданы Лоренцо Гиберти вместе с сыном Витторе. Двери разделены на десять больших квадратов, по пять в один вертикальный ряд на каждой створке. На рельефах показаны сцены из Ветхого Завета, которые следуют одна за другой слева направо и сверху вниз. Обрамления оформлены изображениями пророков, внизу скульптор поместил автопортрет и портрет своего сына Витторио. Бронза вызолочена и ярко сверкает на солнце.
Пластика фигур этих рельефов настолько выразительна, что великий Микеланджело, обычно скупой на похвалы, не сдержал восхищения и назвал это произведение «Вратами Рая» (La Porta del Paradiso). После реставрации 1990—2012 годов портал «Врат рая» был полностью смонтирован в Музее произведений искусства Собора, а в Баптистерии установили копии рельефов.
В начале XIX века архитектором А. Н. Воронихиным была создана  копия «Врат Рая», размещенная на северном входе в Казанский собор в Санкт-Петербурге. Рельефы были отлиты по гипсовым слепкам, хранившимся на Литейном дворе петербургской Академии художеств. Воронихин несколько изменил расположение рельефов и скомпоновал их в мраморном обрамлении дверей северного портика собора.

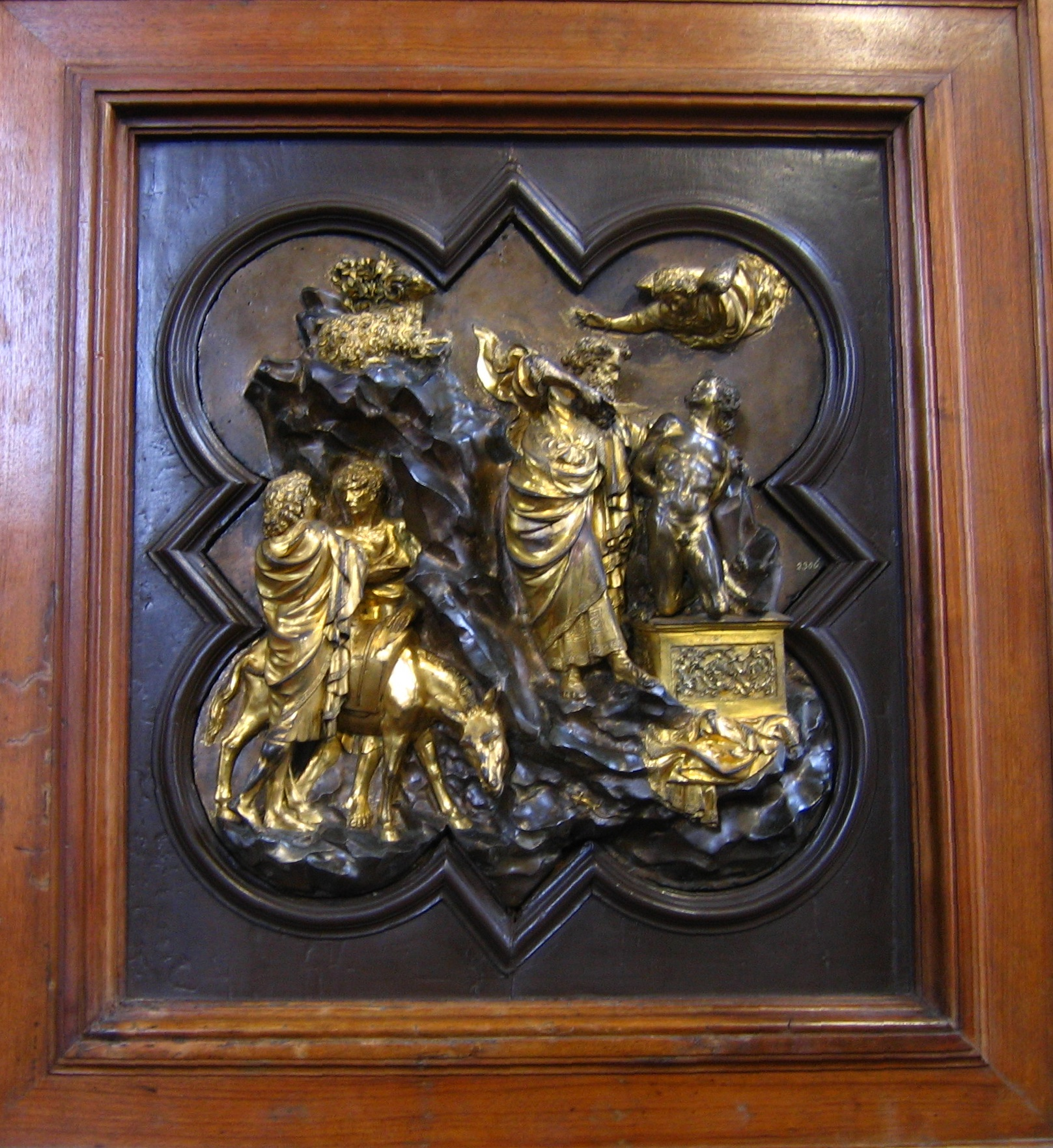
Л. Гиберти. Рельеф «Жертвоприношение Исаака». 1401. Музей произведений искусства Собора
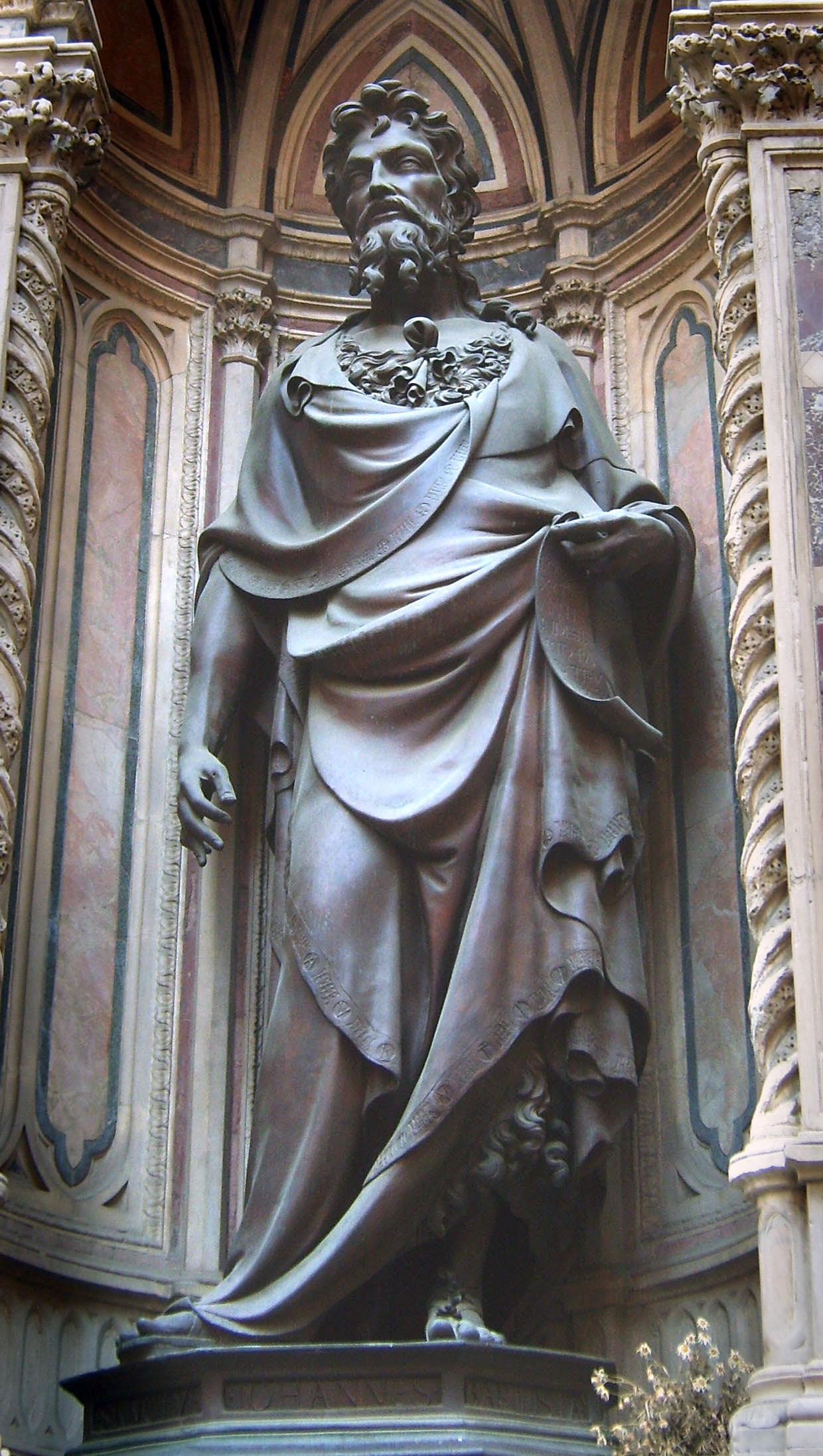
Иоанн Креститель. 1414—1416. Статуя фасада церкви Орсанмикеле, Флоренция. Бронза
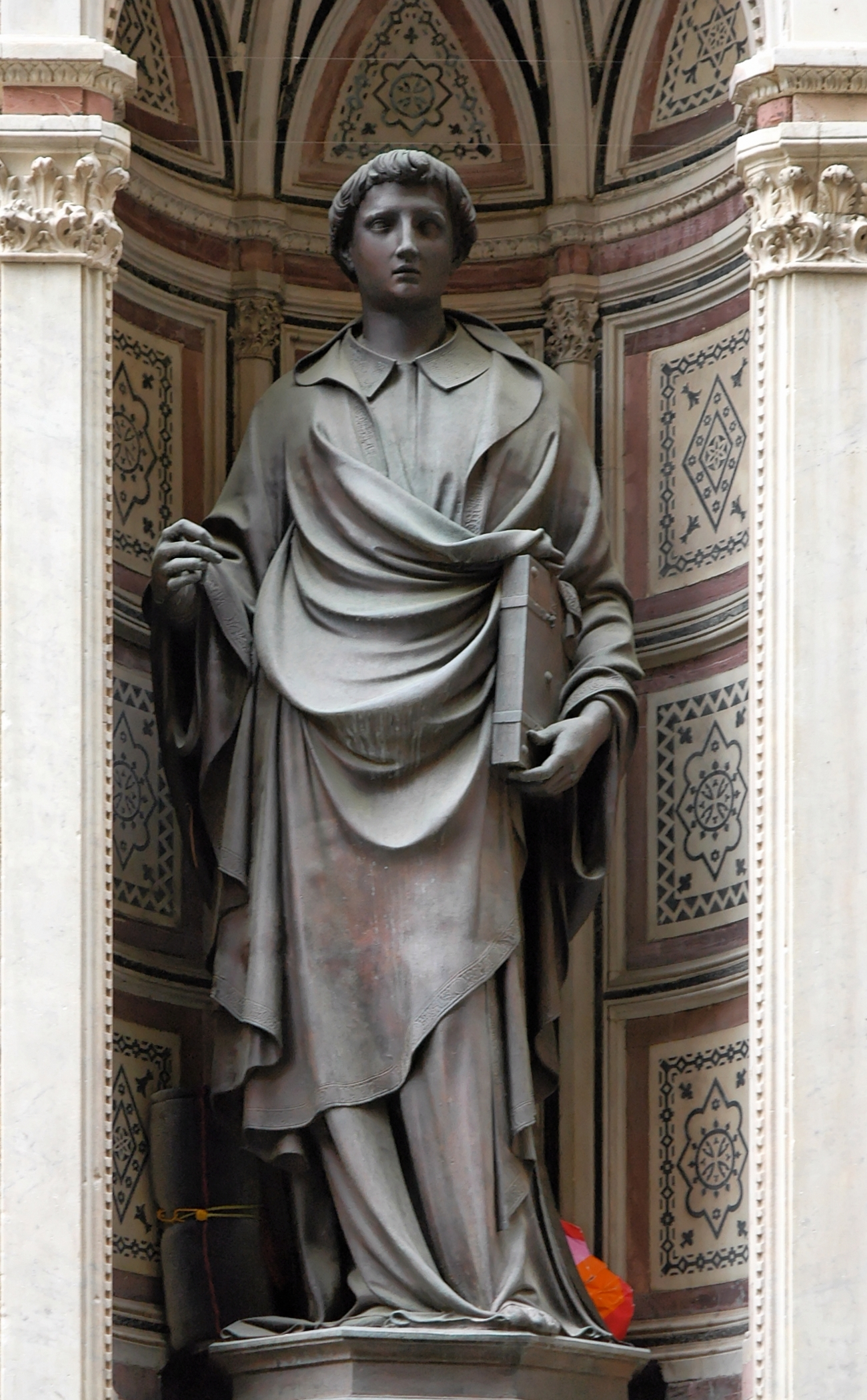
Святой Стефан. 1428. Статуя фасада церкви Орсанмикеле, Флоренция. Бронза
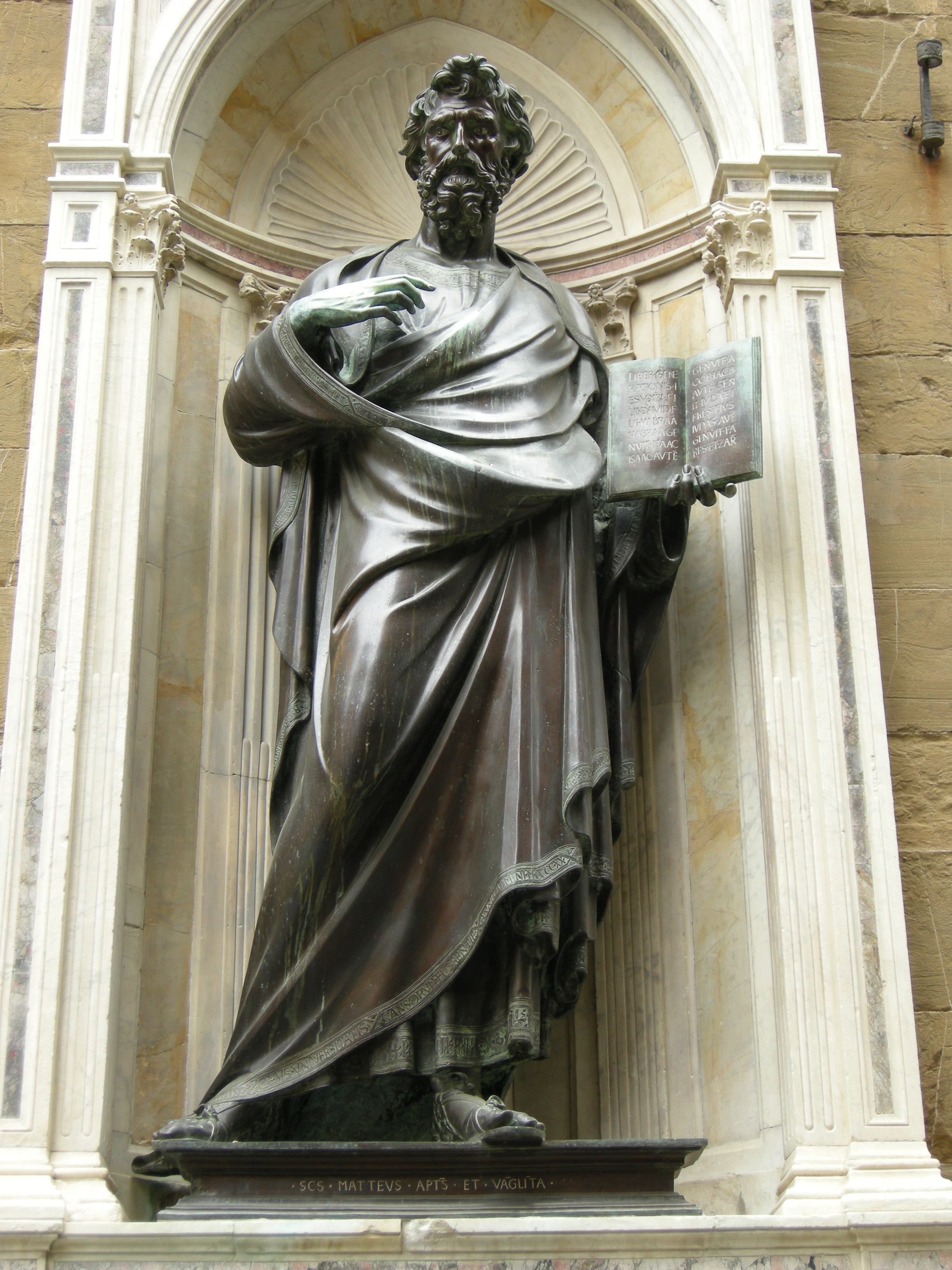
Святой Матфей. 1419—1420. Статуя фасада церкви Орсанмикеле, Флоренция. Бронза
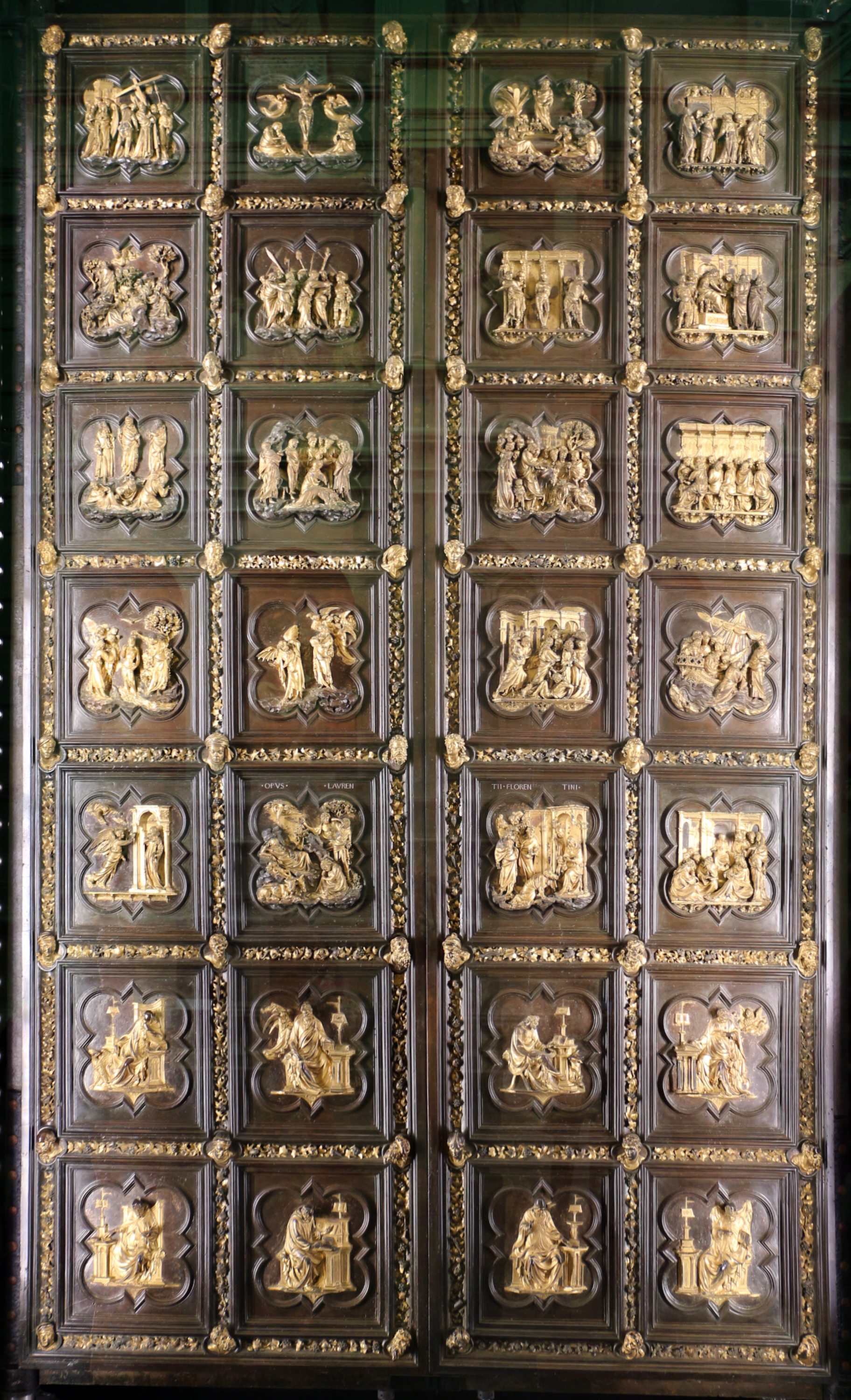
Северные двери Флорентийского баптистерия. 1403—1424. Бронза. Музей произведений искусства Собора, Флоренция
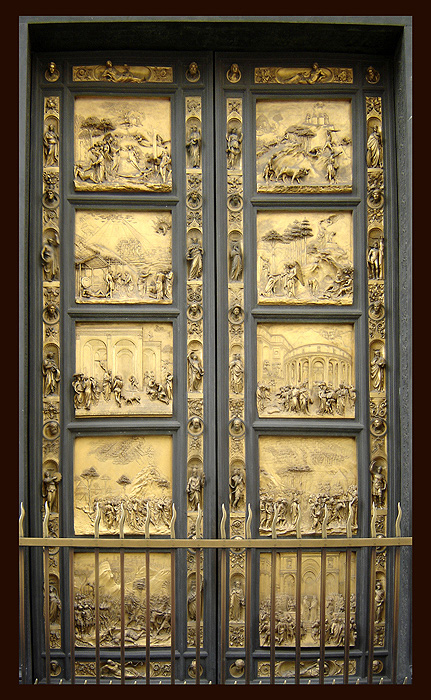
Восточные «Врата Рая» Флорентийского баптистерия.  1425—1452
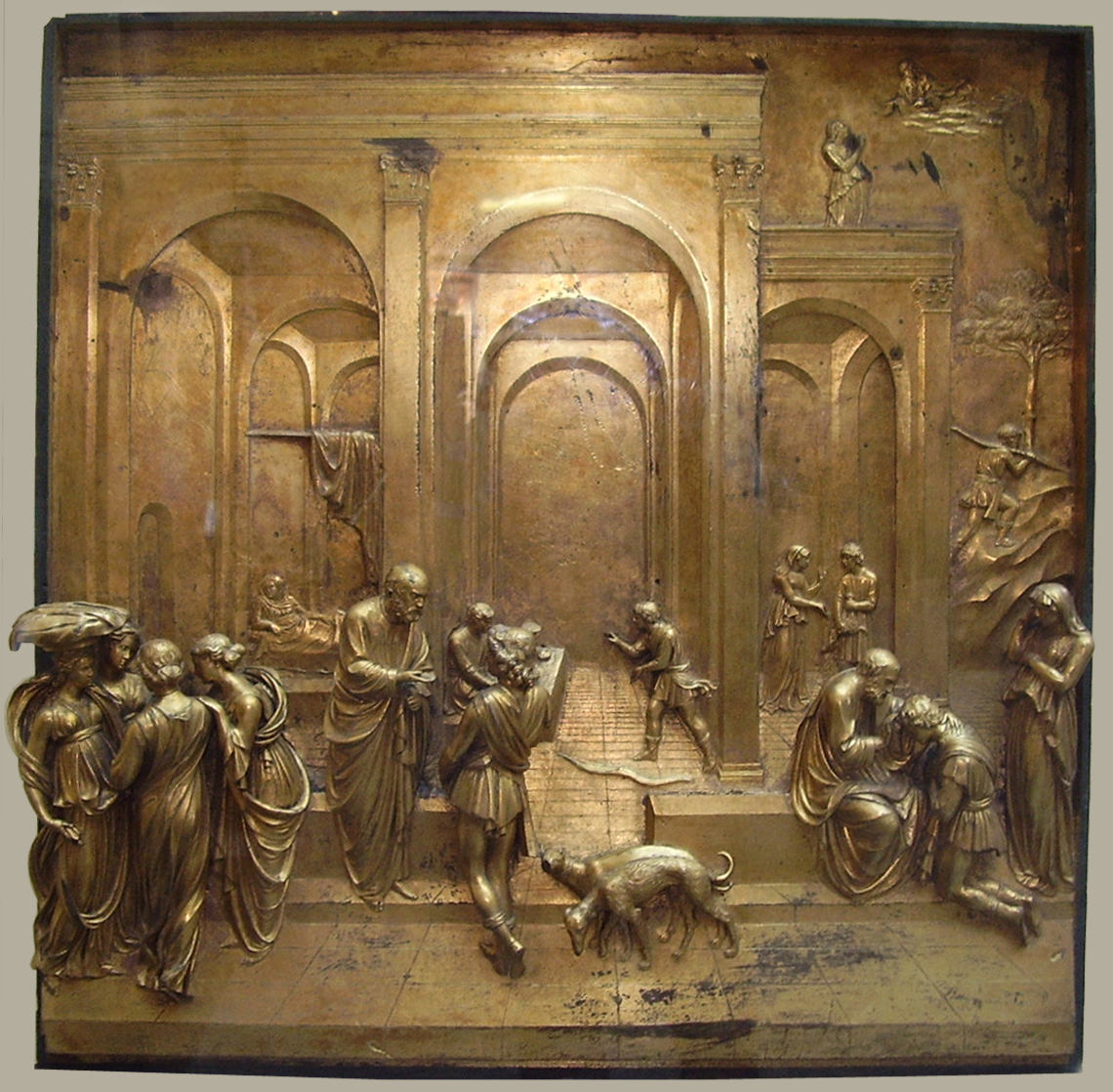
«Врата Рая». Исаак посылает Исава на охоту

## «Комментарии»
Лоренцо Гиберти был коллекционером произведений античного искусства и историографом своего времени. Он принимал активное участие в распространении гуманистических идей, изучал творчество античных писателей. Гиберти интересовали актуальные для того времени научные проблемы геометрии и оптики, он занимался изучением перспективы и теории пропорций. Эти занятия «пробудили у него честолюбивое желание, подобно древним авторам и по примеру гуманиста Альберти, создать сочинение, в котором излагались бы история и теория искусства».
Незаконченный труд Гиберти «Комментарии» (I Commentari, 1452—1455) является ценным источником информации об искусстве эпохи Возрождения и содержит сведения, составляющие автобиографию художника. Эта работа стала основным источником для Джорджо Вазари, составившим «Жизнеописания наиболее знаменитых живописцев, ваятелей и зодчих» (1550).
В «Комментариях» сделана попытка объединить художественные знания того времени в целостную историю с целью прославить самого автора. Гиберти обсуждает развитие искусства со времен Чимабуэ до своих собственных работ. Сочинение состоит из трёх «Книг»; автор обращается к некоему персонажу, имя которого не упоминает, но исследователи предлагают Никколо Никколи. Трактат не закончен и прерывается в третьей книге, которая носит черновой характер.
В первой книге кратко изложена история античного искусства, заимствованная из трудов Плиния Старшего, Витрувия и других древних авторов, предлагается образовательная программа, которую должен освоить художник, она частично взята из книги Витрувия, с добавлением основ изучения перспективы и анатомии. В конце первой книги Гиберти сосредотачивается на биографиях художников и становится очень пристрастным, когда говорит о собственных достижениях. Описывая свои рельефы для дверей Флорентийского баптистерия, он заявляет: «В этой работе я стремился максимально точно имитировать природу, как в пропорциях, так и в перспективе … Здания выглядят так, как их видит глаз того, кто на них смотрит издалека».
Во второй книге, законченной зимой 1447—1448 года, продолжается исторический экскурс, Гиберти рассуждает о так называемом среднем возрасте, в который он помещает творческие биографии (а не анекдотические, преобладающие у Вазари). Начиная с Джотто он рассказывает о главных художниках четырнадцатого и пятнадцатого веков, прежде всего флорентийских, но также упоминает римских и неаполитанских художников, хотя выше всех ставит живописцев сиенской школы. В представлении Гиберти Средние века продемонстрировали полный упадок искусства, поэтому «начало нового искусства», возрождающегося после античного, он ведёт от Джотто. В автобиографии он перечисляет собственные художественные произведения; в конце книги объявляет о создании трактата по архитектуре.
Третья книга представляет собой попытку определить теоретические основы искусства, интересы автора в основном сосредоточены на оптике. Затем он рассуждает об античных руинах Флоренции, Сиены и Рима, излагает в собственном понимании теорию пропорционирования в искусстве; критикуя Витрувия, цитирует Марка теренция Варрона. Там же Гиберти демонстрирует метод построения пропорций человеческой фигуры по модульной сетке, но третья книга резко обрывается.
Исследования показывают, что в своей работе о перспективе Гиберти находился под влиянием арабского эрудита Альхазена, который писал об оптических основах перспективы в начале XI века. Его «Книга оптики» была переведена на итальянский язык в XIV веке (Deli Aspecti) и была подробно процитирована в третьей книге «Комментариев» Гиберти. Учёный-медик А. Марк Смит предположил, что посредством труда Гиберти «Книга оптики» Альхазена «вполне могла сыграть центральную роль в развитии искусственной перспективы в итальянской живописи раннего Возрождения». «Комментарии» Гиберти получили «заслуженную славу одного из ценнейших источников художественной жизни эпохи Возрождения».
- В честь Гиберти назван кратер на Меркурии.